# Antimon(III)-chlorid
Antimon(III)-chlorid  (SbCl3) ist eine chemische Verbindung bestehend aus den Elementen Antimon und Chlor. Es gehört zur Stoffklasse der Chloride.

## Geschichte
Antimon(III)-chlorid wurde zuerst von Johann Rudolph Glauber im 17. Jahrhundert dargestellt.

## Gewinnung und Darstellung
Antimon(III)-chlorid kann durch Reaktion von Antimon oder Antimon(III)-oxid mit konzentrierter Salzsäure gewonnen werden.
Ebenfalls möglich ist die Darstellung aus den Elementen oder die Reaktion von Antimon(III)-sulfid mit heißer konzentrierter Salzsäure.
{\displaystyle {\ce {2Sb + 3Cl2 -> 2SbCl3}}}
Bei Paracelsus (16. Jahrhundert) finden sich Anweisungen zur Herstellung von Antimonbutter, etwa aus Antimontrisulfid und Quecksilberchlorid.

## Eigenschaften

### Physikalische Eigenschaften
Antimon(III)-chlorid liegt in Form einer farblosen weichen Masse mit stechendem Geruch vor, welche an feuchter Luft raucht. Die Dämpfe von Antimon(III)-chlorid sind etwa achtmal so schwer wie Luft. Die Verbindung kristallisiert in einer orthorhombischen Kristallstruktur mit der Raumgruppe Pbnm (Raumgruppen-Nr. 62, Stellung 3).

### Chemische Eigenschaften
Antimon(III)-chlorid ist leicht löslich in Wasser, hydrolysiert jedoch heftig bei Zugabe größerer Mengen Wasser, wobei Antimon(III)-oxidchlorid und Chlorwasserstoff entstehen.
{\displaystyle {\ce {SbCl3 + H2O -> SbOCl + 2HCl}}}

## Verwendung
Antimon(III)-chlorid wird als Reagenz zum Nachweis von Vitamin A und anderen Carotinoiden beim Carr-Price-Test verwendet, wobei eine blaue Komplexverbindung entsteht, die durch Kolorimetrie gemessen werden kann. Es dient weiterhin als Katalysator für Polymerisations- und Chlorierungsreaktionen in der organischen Chemie, zum Beizen von Gewebe, Brünieren von Gewehrläufen, bei der Herstellung von Flammschutzmitteln, Pigmenten und anderen Antimonverbindungen. Weiterhin wurde die Verbindung früher Absinth zugesetzt, um künstlich eine milchige Trübung des Getränks hervorzurufen.

## Sicherheitshinweise
Die Befunde zur Gentoxizität den Antimon(III)-chlorid sind nicht einheitlich. Insgesamt scheint die Verbindung, zumindest in vivo, gentoxisch zu wirken.
Antimon(III)-chlorid wurde 2018 von der EU gemäß der Verordnung (EG) Nr. 1907/2006 (REACH) im Rahmen der Stoffbewertung in den fortlaufenden Aktionsplan der Gemeinschaft (CoRAP) aufgenommen. Hierbei werden die Auswirkungen des Stoffs auf die menschliche Gesundheit bzw. die Umwelt neu bewertet und ggf. Folgemaßnahmen eingeleitet. Ursächlich für die Aufnahme von Antimon(III)-chlorid waren die Besorgnisse bezüglich der möglichen Gefahren durch krebsauslösende und reproduktionstoxische Eigenschaften. Die Neubewertung fand ab 2018 statt und wurde von Deutschland durchgeführt. Anschließend wurde ein Abschlussbericht veröffentlicht.

## Trivia
In der TV-Serie Der Doktor und das liebe Vieh (Staffel 3, Folge 12) verenden mehrere Kälber durch eine rätselhafte Vergiftung, bis sich herausstellt, dass ihre Hornansätze kurz zuvor mit Antimontrichlorid weggeätzt worden waren. Die entstandenen antimonhaltigen Krusten fielen in das Futter und wurden mitgefressen.